# Пинкове звездице
Пинкове звездице биле су српска телевизијска емисија коју је створио Жељко Митровић. Емисију је организовао City Records, а учеснике су чинили деца млађа од 15 година. Водитељка емисије је била Маријана Мићић. Поред Пинкових звездица, постојале су и Пинкове звезде.

## Жири
|    | I сезона             | II сезона            | III сезона           | IV сезона            | V сезона             | VI сезона            |
| -- | -------------------- | -------------------- | -------------------- | -------------------- | -------------------- | -------------------- |
| 1. | Јелена Томашевић     | Јелена Томашевић     | Јелена Томашевић     | Јелена Томашевић     | Наташа Беквалац      | Јелена Томашевић     |
| 2. | Милан Станковић      | Милан Станковић      | Сале Тропико         | Милан Станковић      | Милан Станковић      | Анђелина             |
| 3. | Гоца Тржан           | Гоца Тржан           | Гоца Тржан           | Гоца Тржан           | Гоца Тржан           | Тијана Дапчевић      |
| 4. | Хари Мата Хари       | Хари Мата Хари       | Сергеј Ћетковић      | Сергеј Ћетковић      | Кија Коцкар          | Сергеј Ћетковић      |
| 5. | Леонтина Вукомановић | Леонтина Вукомановић | Леонтина Вукомановић | Леонтина Вукомановић | Леонтина Вукомановић | Леонтина Вукомановић |

## Преглед сезона

### сезона
Прва сезона Пинкових звездица се одржавала током 2014. и 2015. године. Финале је одржано 4. јула 2015. у Шимановцима.
Ранг листа такмичара од полуфинала са просечним оценама жирија:
| #   | Име такмичара          | Пласман     | Просечна оцена жирија |
| --- | ---------------------- | ----------- | --------------------- |
| 1.  | Марија Сердар          | победница   | 4,97                  |
| 2.  | Трајче Георгијев       | суперфинале | 4,47                  |
| 3.  | Павле Васиљевић        | суперфинале | 4,68                  |
| 4.  | Лена Стаменковић       | суперфинале | 4,95                  |
| 5.  | Давид Радосављевић     | суперфинале | 4,98                  |
| 6.  | Јован Алексић          | суперфинале | 4,72                  |
| 7.  | Матеја Вукашиновић     | суперфинале | 4,58                  |
| 8.  | Игор Лазаревић         | суперфинале | 4,77                  |
| 9.  | Валентина Мец          | суперфинале | 4,71                  |
| 10. | Исидора Митић          | суперфинале | 4,98                  |
| 11. | Никола Миленковић      | финале      | 4,61                  |
| 12. | Ирина Арсенијевић      | финале      | 5,00                  |
| 13. | Дуња Јеличић           | полуфинале  | 4,98                  |
| 14. | Милица Илић            | полуфинале  | 4,975                 |
| 15. | Лука Ковачевић Америка | полуфинале  | 4,56                  |
| 16. | Исмаил Делија          | полуфинале  | 4,25                  |

Победница прве сезоне била је Марија Сердар.
Друга сезона Пинкових звездица се одржавала током 2015. и 2016. године. Финале је одржано 3. јула 2016. у Шимановцима. После првих неколико емисија ове сезоне, Харија Мате Хари су мењали певач групе Lexington Band Бојан Васковић и певач Тропико бенда Александар Сале Цветковић (Сале Тропико) па се Хари поново вратио. После је Гоцу Тржан у неколико емисија мењала победница Пинкових звездица из прве сезоне Марија Сердар па се Гоца вратила. Сале је жирирао и у суперфиналу такође уместо Гоце Тржан.
| #   | Име такмичара        | Пласман     |
| --- | -------------------- | ----------- |
| 1.  | Марко Бошњак         | победник    |
| 2.  | Мартија Станојковић  | суперфинале |
| 3.  | Томислав Миловановић | суперфинале |
| 4.  | Жарко Прибаковић     | суперфинале |
| 5.  | Ева Манић            | суперфинале |
| 6.  | Ирнес Дивјан         | суперфинале |
| 7.  | Антониа Гиговска     | суперфинале |
| 8.  | Дарија Врачевић      | суперфинале |
| 9.  | Урош Станковић       | суперфинале |
| 10. | Индира Бериша        | суперфинале |
| 11. | Ника Пурић           | финале      |
| 12. | Вељко Чачић          | финале      |
| 13. | Анђела Мијић         | полуфинале  |
| 14. | Елена Бимбиловска    | полуфинале  |
| 15. | Ања Јестровић        | полуфинале  |
| 16. | Амна Алајбеговић     | полуфинале  |
| 17. | Теодора Марковић     | полуфинале  |

Победник друге сезоне био је Марко Бошњак.
Трећа сезона Пинкових звездица се одржавала током 2016. и 2017. године. Финале је одржано 7. јула 2017. у Шимановцима. У овој сезони је промењен један део поставке стручног жирија. Милан Станковић и Хари Мата Хари су напустили судијске столице и њих су на местима чланова жирија заменили Сале Тропико и Сергеј Ћетковић. Због америчке турнеје Тропико бенда, Салета је мењао Милан Станковић, али се он после вратио. Касније је Милан Станковић кратко мењао и Гоцу Тржан па се Гоца вратила. Сале Тропико је био одсутан кратко време због пословних обавеза па су га мењали певач групе Пилоти Кики Лесендрић и Александра Радовић, а потом и Огњен Амиџић.
| #   | Име такмичара      | Пласман     |
| --- | ------------------ | ----------- |
| 1.  | Роко Блажевић      | победник    |
| 2.  | Јована Радонић     | суперфинале |
| 3.  | Комнен Вуковић     | суперфинале |
| 4.  | Тодор Китановић    | суперфинале |
| 5.  | Давид Марковић     | суперфинале |
| 6.  | Лорена Јанковић    | суперфинале |
| 7.  | Сергеј Пајић       | суперфинале |
| 8.  | Марина Станковић   | суперфинале |
| 9.  | Татјана Саватић    | суперфинале |
| 10. | Катарина Радуловић | суперфинале |
| 11. | Бојана Радовановић | суперфинале |
| 12. | Ема Симоновић      | финале      |
| 13. | Ленка Стојчевић    | финале      |
| 14. | Софија Ђекић       | финале      |
| 15. | Стефана Николчевић | полуфинале  |
| 16. | Жаклин Таракчи     | полуфинале  |

Победник треће сезоне био је Роко Блажевић.
Четврта сезона Пинкових звездица се одржава током 2017. и 2018. године. Финале је одржано 29. јуна 2018. године у Шимановцима. Од чланова жирија из прошле сезоне једино је Сале Тропико напустио судијску столицу и њега је заменио Милан Станковић. Гоцу Тржан је кратко мењао певач и продуцент Марко Кон па се Гоца вратила. Леонтину Вукомановић је мењала певачица Ивана Петерс па се Леонтина вратила. Милана Станковића је мењао Сале Тропико, па се Милан вратио. Сергеја Ћетковића је мењао учесник прве сезоне Пинкових звездица Матеја Вукашиновић, па се Сергеј вратио. Гоцу Тржан је мењала певачица Славица Ћуктераш, па поново Марко Кон.
| #   | Име такмичара           | Пласман     |
| --- | ----------------------- | ----------- |
| 1.  | Љуба Станковић          | победник    |
| 2.  | Дражен Баковић          | суперфинале |
| 3.  | Страхиња Вешовић        | суперфинале |
| 4.  | Теодора-Тара Стојановић | суперфинале |
| 5.  | Сара Симић              | суперфинале |
| 6.  | Теодора Марковић        | суперфинале |
| 7.  | Лука Утвић              | суперфинале |
| 8.  | Томислав Божовић        | суперфинале |
| 9.  | Љиљана Плавшић          | суперфинале |
| 10. | Миа Мустафа             | суперфинале |
| 11. | Ивана Димковски         | финале      |
| 12. | Емма Увалић             | финале      |
| 13. | Леонора Гаши            | финале      |
| 14. | Емилија Митровић        | финале      |
| 15. | Селма Бериша            | полуфинале  |
| 16. | Марио Крастев           | полуфинале  |

Победник четврте сезоне био је Љуба Станковић.

### сезона (All Stars верзија)
Пета сезона Пинкових звездица се одржавала током 2018. и 2019. године. Финале је одржано 29. јуна у Шимановцима. Оно по чему се пета сезона разликовала од осталих је то што је у њој учествовало 36 такмичара који су остварили највише успеха у претходне 4 сезоне. Ана Михајловски и Маријана Мићић су заједно водиле емисију до почетка фебруара, када је Ана започела припреме за вођење емисије Пинкове звезде. Од тада, Маријана води сама емисију као и у претходне четири сезоне. Првобитно је Милан Станковић напустио судијску столицу и заменила га је победница ријалитија Задруга и новопечена певачица Кристина Кија Коцкар. Међутим, по снимању прве емисије са новим чланом жирија, Јелена Томашевић је објавила да напушта шоу због пословних обавеза. Дан после, и Сергеј Ћетковић је напустио шоу не наводећи разлог. Јелену Томашевић је заменила певачица Наташа Беквалац, а Милан Станковић се вратио у шоу уместо Сергеја Ћетковића. Кристина Кија Коцкар је била одсутна услед здравствених проблема, а мењао ју је Сале Тропико. Гоцу Тржан је кратко мењао Марко Кон, па се Гоца вратила. Марко Кон је мењао и Милана Станковића у неколико емисија. Милана Станковића су у полуфиналним емисијама мењали Дамир Хандановић и Сале Тропико, а Сале је заменио Милана и у финалној емисији. Леонтину Вукомановић је у другој полуфиналној емисији мењао продуцент Немања Михајловић, а у суперфиналу је Немања заменио Милана Станковића. Марко Кон је у суперфиналу заменио Наташу Беквалац.
Такмичари су у сваком кругу, изузимајући полуфинала, финале и суперфинале, певали песме у складу са задатом темом.
Победник пете сезоне био је Сергеј Пајић.

### сезона
После 4 године чекања, шеста сезона Пинкових звездица се емитовала од 26. марта до 22. октобра 2023. године. Од чланова жирија из претходне сезоне остала је једино Леонтина Вукомановић. Сергеј Ћетковић и Јелена Томашевић су поново део стручног жирија, а нове чланице жирија су Тијана Дапчевић и Анђелина Јаковљевић. Ова сезона се емитовала у поподневном термину, за разлику од претходних које су се емитовале у вечерњем, и по емисији трајала је краће, око сат времена. Водитељка иза сцене је била Исидора Митић, учесница прве и пете сезоне.

## Регионалне верзије
| Земља    | Тв мрежа       | Премијера           | Назив     |
| -------- | -------------- | ------------------- | --------- |
| Хрватска | РТЛ телевизија | 12. септембар 2015. | Звјездице |